# والتر فيكتور
والتر فيكتور (بالإنجليزية: Walter Victor) هو مصور أمريكي، ولد في 1 يوليو 1917 في دوبونت في الولايات المتحدة، وتوفي في 14 أكتوبر 2014.